# Jan Kristian Fjærestad
Jan Kristian Fjærestad (Sarpsborg, 4 settembre 1963) è un ex calciatore norvegese, di ruolo attaccante.

## Carriera

### Club
Fjærestad giocò per lo Hafslund, prima di passare al Moss. Fu capocannoniere del campionato 1987, contribuendo così alla vittoria del titolo nazionale da parte del club, nella stessa stagione.

### Nazionale
Conta 7 presenze per la Norvegia. Esordì il 12 agosto 1987, nel pareggio a reti inviolate contro la Svezia. Il 28 ottobre dello stesso anno arrivò la prima rete, nella sconfitta per 3-1 contro la Germania Est.

## Statistiche

### Cronologia presenze e reti in Nazionale
| Cronologia completa delle presenze e delle reti in nazionale ― Norvegia | Cronologia completa delle presenze e delle reti in nazionale ― Norvegia | Cronologia completa delle presenze e delle reti in nazionale ― Norvegia | Cronologia completa delle presenze e delle reti in nazionale ― Norvegia | Cronologia completa delle presenze e delle reti in nazionale ― Norvegia | Cronologia completa delle presenze e delle reti in nazionale ― Norvegia | Cronologia completa delle presenze e delle reti in nazionale ― Norvegia | Cronologia completa delle presenze e delle reti in nazionale ― Norvegia |
| Data                                                                    | Città                                                                   | In casa                                                                 | Risultato                                                               | Ospiti                                                                  | Competizione                                                            | Reti                                                                    | Note                                                                    |
| ----------------------------------------------------------------------- | ----------------------------------------------------------------------- | ----------------------------------------------------------------------- | ----------------------------------------------------------------------- | ----------------------------------------------------------------------- | ----------------------------------------------------------------------- | ----------------------------------------------------------------------- | ----------------------------------------------------------------------- |
| 12-8-1987                                                               | Oslo                                                                    | Norvegia                                                                | 0 – 0                                                                   | Svezia                                                                  | Amichevole                                                              | -                                                                       |                                                                         |
| 26-8-1987                                                               | Tromsø                                                                  | Norvegia                                                                | 0 – 0                                                                   | Svizzera                                                                | Qual. Olimpiadi 1988                                                    | -                                                                       |                                                                         |
| 9-9-1987                                                                | Reykjavík                                                               | Islanda                                                                 | 2 – 1                                                                   | Norvegia                                                                | Qual. Euro 1988                                                         | -                                                                       | 78’                                                                     |
| 28-10-1987                                                              | Magdeburgo                                                              | Germania Est                                                            | 3 – 1                                                                   | Norvegia                                                                | Qual. Euro 1988                                                         | 1                                                                       |                                                                         |
| 14-11-1987                                                              | Sofia                                                                   | Bulgaria                                                                | 4 – 0                                                                   | Norvegia                                                                | Qual. Olimpiadi 1988                                                    | -                                                                       |                                                                         |
| 18-11-1987                                                              | Ankara                                                                  | Turchia                                                                 | 0 – 0                                                                   | Norvegia                                                                | Qual. Olimpiadi 1988                                                    | -                                                                       | 82’                                                                     |
| 26-4-1988                                                               | Katrineholm                                                             | Svezia                                                                  | 0 – 0                                                                   | Norvegia                                                                | Amichevole                                                              | -                                                                       | 46’                                                                     |
| 28-7-1988                                                               | Oslo                                                                    | Norvegia                                                                | 1 – 1                                                                   | Brasile                                                                 | Amichevole                                                              | -                                                                       | 73’                                                                     |
| Totale                                                                  |                                                                         | Presenze                                                                | 8                                                                       |                                                                         | Reti                                                                    | 1                                                                       |                                                                         |